# Années 1950 av. J.-C.
Les années 1950 av. J.-C. couvrent les années de 1959 av. J.-C. à 1950 av. J.-C.

## Évènements

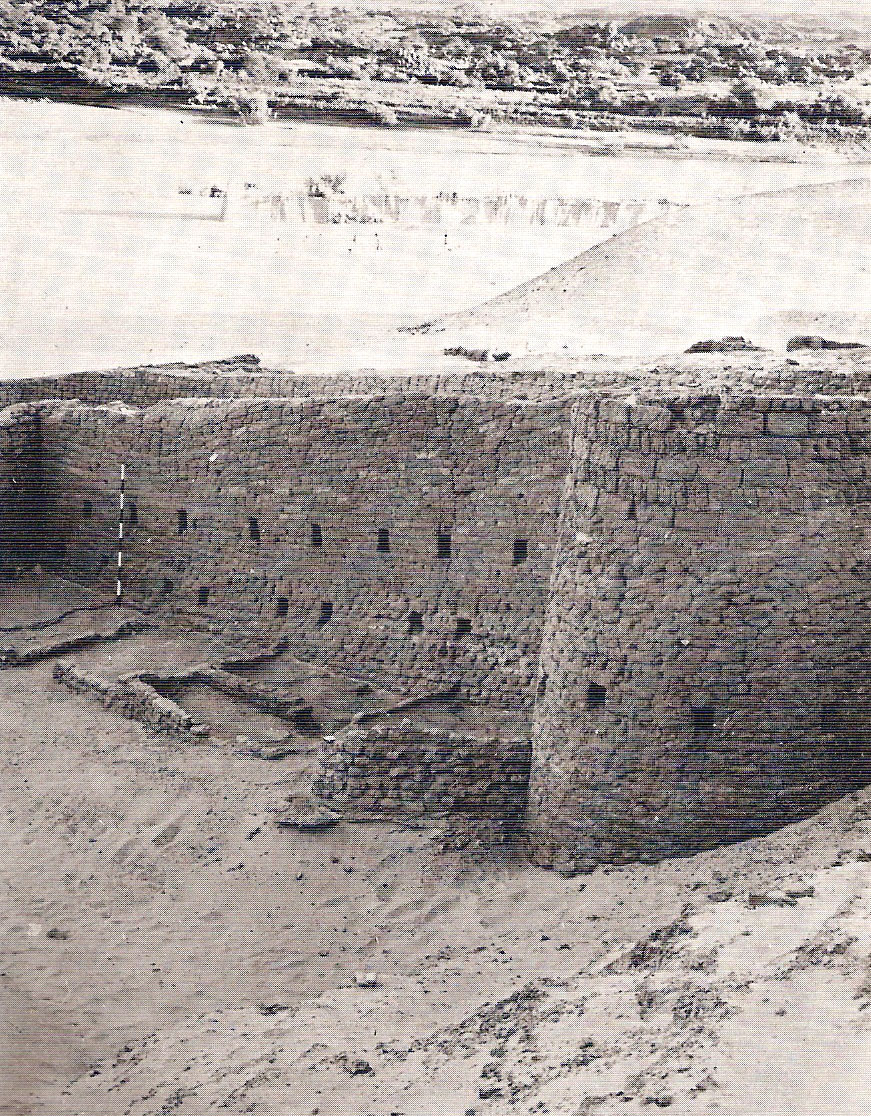
Ruines de la forteresse de Mirgissa

- 1953-1935 av. J.-C.[1] : règne de Ishme-Dagan, roi d’Isin. Il attaque sans succès le royaume de Kish[2].
- Entre 1952 et 1943 av. J.-C.[3] : une stèle trouvé à Bouhen datée de l'an 18 du règne de Sésostris Ier mentionne la soumission du pays de Couch[4]. Les pharaons du moyen empire construisent ou renforcent une série de forteresses colossales entre la 1re et la 3e cataracte face aux Nubiens : Bouhen (la plus importante), Uronarti, Semneh, Koumneh, Mirgissa, Dabnarti, Aniba… Distantes d’environ 70 km, elles communiquent entre elles grâce à des signaux de fumée. Elles contrôlent notamment les débouchés des pistes conduisant aux carrières et aux mines d’or.
- Vers 1950 av. J.-C. : arrivée des Ioniens en Grèce, venus du Nord, jusqu’au Péloponnèse[5].
- Commerce maritime d’Ougarit avec l’Égypte de la XIIe dynastie[6].